# Бессарабська Радянська Соціалістична Республіка
Бессарабська Радянська Соціалістична Республіка — квазідержавне територіальне утворення, проголошене 6 травня 1919 року Тимчасовим робітничо-селянським урядом Бессарабії на лівобережжі р. Дністер, з претензіями на всю Бессарабію. Ліквідована на початку вересня 1919 року.

## Передісторія
28 квітня на засіданні Політбюро ЦК КП(б)У було прийняте рішення про формування Бессарабської Червоної армії. 30 квітня Бессарабське бюро при Одеському комітеті КП (б)У спільно з головою Румчероду В. Г. Юдовським звітує в РНК УСРР про постанову «створити Бессарабський раднарком». Керівництво нової РСР розглядало її територію як один з плацдармів для світової революції. Ленін вважав більш потрібним зайняти вугільний регіон Донбасу, чим авантюри його спільників для розпалювання селянських революцій на Балканах та перекиданні у Французьку республіку. 5 травня телеграфом було передано доручення Антонову-Овсієнку і Подвойському з копією Раковському з вимогою утворити Раднарком і перекидати сили в напрямку Донбасу.

## Створення та склад
Вже на ранок 6 травня в Одесі відбулося утворення Тимчасового робітничо-селянського уряду Бессарабії на чолі з І. Н. Криворуковим. Уряд видав маніфест про утворення Бессарабської радянської республіки. За спогадами І. Н. Криворукова, Бессарабська РСР була складовою частиною РСФРР. Бессарабська Радянська Соціалістична Республіка (Бессарабська РСР) — декретом від 11 травня 1919 року трактувалася як автономна частина РРФСР, столицею проголошено Одесу. Згідно зі спогадами І. Н. Криворукова до складу Бессарабської РСР увійшли волості Тираспольського повіту Херсонської губернії, Балтського й Ольгопільського повітів Подільської губернії. Інші джерела, які б свідчили про передачу Українською СРР якихось територій до складу Бессарабської РСР — не знайдено.

## Уряд
Уряд розвернув політичну і культурно-просвітницьку роботу серед бессарабських червоних частин: направляв агітаторів, організаторів, а також літературу на територію Бессарабії, видавав щотижневу газету «Червона Бессарабія», друкував листівки. Народні комісаріати в основному займалися розробкою декретів Бессарабської РСР на основі законодавчих актів РРФСР.
- Криворуков Іван Миколайович — голова, народний комісар внутрішніх справ. Комісаріат внутрішніх справ формував законодавчі матеріали та циркулярні розпорядження з управління внутрішнім життям Бессарабської РСР, що охоплювали всі галузі центрального і місцевого управління.
- Касперовський Г. — нарком освіти. Комісаріат освіти розробляв проєкт Закону про єдину трудову школу Бессарабської РСР.
- Ушан Зельман Ізраїлевич — нарком фінансів.
- Паламаренко — нарком шляхів сполучення
- Визгірд — нарком з керівництва справами
- Аладжанов Олександр Іоакимович — нарком юстиції
- Борисов — нарком продовольства
- Воронцов — нарком праці
- Гумперт Борис В'ячеславович — нарком землеробства. Очолюваний ним комісаріат розробляв аграрні закони[1].

## Військові дії
Ще 1 травня 1919 уряди РРФСР і УСРР направили уряду Румунського королівства ноту з ультиматумом виводу з Бессарабії румунських військ. Швидкої відповіді не надійшло, тоді в Північному Причорномор'ї створюється Тимчасовий робітничо-селянський уряд Бессарабії (голова Криворуков). На початку травня в Бендерах та Кишиневі розповсюджувались румунською і французькою мовами більшовицькі агітаційні листівки. 3 травня більшовицький розвідувальний аероплан пролетів над Кишиневом. 11 травня деякі частини Бессарабської дивізії почали наступ проти військ Антанти та Королівства Румунія, але на другий день він зупинився. Червоні війська вимушені були відступити на лівий берег Дністра. Ленін 13 травня телеграфічно повідомляє про форсування Дністра угорського комуніста Бела Куна — що радянські сили йдуть на допомогу Угорській РР. 15 травня почався наступ Червоної армії з метою надання допомоги радянській Угорщині, форсування Дністра радянськими військами та вступ на територію Королівства Румунія. Однак румунські війська виявилися підготовленішими, на що не розраховували червоні командири. Румуни успішно відбили червоноармійський наступ і відкинули радянські сили на другий берег Дністра. Отаман Григор'єв отримує як командир 6-ї Української червоної стрілецької дивізії наказ про виведення підпорядкованих йому сил з Єлисаветграда і переведення в Бессарабію, відмовляється і з Махном, опираючись на незадоволених продрозкладкою селян, 7 травня підіймає антибільшовицьке повстання. В 20-х числах травня уряд переміщується до кордону Бессарабії.
27 травня червоноармійська армія (близько 150 чол.) — в основному, колишні партизани-бессарабці, самочинно переправився через Дністер під Парканами в Бендери, до них приєднуються робітники, в першій половині дня вони зуміли досягти успіху, однак вже під вечір рештки армії переправились на лівий берег Дністра.
2 серпня столицю перенесли з Одеси в Тирасполь, уряд знаходився в залізничному вагоні на станції. При ускладненні воєнної ситуації на Дністрі в районі Тирасполя вагон з урядом переправлявся на інші станції Південно-Західних залізниць. До кінця серпня червоні формування були затиснуті між Армією УНР і Добровольчою армією. З червоних з'єднань формується Південна група військ 12-ї армії під командуванням Йони Якіра, в кінці серпня почала пробиватися на північ до основних сил Червоної армії.
Бессарабська РСР припинила своє існування на початку вересня 1919 року.